# Distretto di Oyam
Il distretto di Oyam è un distretto dell'Uganda, situato nella Regione settentrionale.